# Peyote (singolo)
Peyote è un singolo del gruppo musicale italiano Articolo 31, pubblicato il 10 maggio 2024 come quarto estratto dall'ottavo album in studio Protomaranza.

## Descrizione
Il brano vede la partecipazione dei rapper Fabri Fibra e Rocco Hunt.

## Video musicale
Il video, filmato di 5 minuti, diretto da Cosimo Alemà, è stato reso disponibile in anteprima il 9 maggio 2024, ovvero il giorno prima del lancio del singolo, sul canale YouTube del gruppo.. Il video mostra gli Articolo 31, Fabri Fibra e Rocco Hunt in vesti di poliziotti intenti ad arrestare dei loro sosia, invitati ad una festa alla quale dovevano rubare un gioiello.

## Tracce
Testi di Alessandro Aleotti, Rocco Pagliarulo, Fabrizio Tarducci, Davide Petrella e Paolo Antonacci, musiche di Stefano Tognini.
1. Peyote (feat. Fabri Fibra e Rocco Hunt) – 2:57

## Classifiche
| Classifica (2024) | Posizione massima |
| ----------------- | ----------------- |
| Italia            | 46                |